# Leopoldo López
Eduardo Leopoldo López Mendoza (Caracas, 29 de abril de 1971), mais conhecido como Leopoldo López, é um economista e político venezuelano. Serviu como prefeito do município de Chacao, cidade da Região Metropolitana de Caracas, por dois mandatos consecutivos entre 2000 e 2008. Foi também fundador e primeiro presidente do Vontade Popular (VP) e é reconhecido internacionalmente como um dos principais líderes de oposição ao chavismo tanto no governo de Hugo Chávez como no governo de Nicolás Maduro.

## Biografia
López nasceu em Caracas em 29 de Abril de 1971. Ele tem 2 irmãs, Diana e Adriana López.
López é um “político de sangue-azul”, nas palavras do Guardian, ele vem de "uma das famílias mais poderosas na Venezuela." O seu pai, o empresário e ativista Leopoldo López Gil, foi diretor do El Nacional, um dos jornais mais lidos do país, e após se radicar na Espanha foi eleito para o Parlamento Europeu pelo Partido Popular. Já a sua mãe, Antonieta Mendonza, é uma das filhas de Hilda Coburn Velutini e Eduardo Mendonza Goiticoa, que foi Ministro da Agricultura por dois anos do governo de Rómulo Betancourt ,que foi de 1945 a 1948.
Seu tio-avô, Eugenio Mendoza Goiticoa, foi um dos empresário mais ricos da Venezuela ao seu tempo. Pelas partes da sua mãe Antonieta e seu avô Eduardo, López é pentaneto do primeiro presidente do país, Cristóbal Mendoza. López é também sobrinho-trineto de Simón Bolivar.
A irmã de Bolivar, Juana Bolivar é também a hexavó, fazendo dele um dos poucos parentes vivos. O seu primo é Thor Halvorssen Mendoza. O seu tio-avô Rafael Ernesto López Ortega foi Ministro da Educação durante a presidência de Eleazar López Contreras. O seu avô Leopoldo Ortega e tio-avô Rafael Ernesto López Ortega foram ambos médicos, fundadores do Centro Médico de São Bernardino em Caracas.

### Carreira acadêmica
Ele estudou no Colégio Santiago de Leão de Caracas e formou-se na Hun School de Princeton. Leopoldo estudou no Colégio Kenyon em Gambier, Ohio em 1993, onde recebeu um doutoramento em Sociologia. Em seguida iniciou o mestrado em Políticas Públicas na Harvard Kennedy School, onde obteve um Mestrado em Política Pública em 1996. Em 2007, recebeu um doutoramento honorário de Graus de Leis em Kenyon. Em Maio de 2007, casou-se com Lilian Tintori, com quem teve uma filha em 2009, seguido por um filho em 2013.
Uma amiga do ensino médio de López, HLN Anchor Susan Hendricks, descreveu-o como tendo uma personalidade vencedora durante os seus anos de estudante “ele era um sucesso com as garotas, embora não soubesse” disse, “ele era muito modesto.” Um amigo no colégio, Rob Gluck, disse em 2014 que durante os seus dias de estudante, López fundou um grupo de estudantes chamado Estudantes Ativos, que visava ajudar à Sobrevivência da Terra. Respondendo ao inquérito do governo sobre López, Gluck disse: “dizer que Leo é da Direita é como dizer que Maya Angelou é racista. É bizarro. É o máximo exercício orwelliano em dupla linguagem.”
Em 1989, López disse ao jornal da escola em Hun School, The Mall, que “estar longe de casa cria uma consciência de responsabilidade para com as pessoas do meu país. Eu faço parte do um por cento de pessoas privilegiadas, que receberam uma boa educação, o que me motiva a fazer algo para ajudar o meu país.” Um estudante amigo descreveu-o como “ muito bom a empolgar as pessoas” na equipe de natação , e acrescentou: “Tenho a certeza que estas qualidades vão ajudá-lo a liderar a Venezuela e a tirá-la do terceiro mundo algum dia.” O artigo mencionou que López, depois de se formar em Kenyon, esperava frequentar uma escola de doutoramento, e depois voltar para o seu país “onde ele espera entrar na política e melhorar a Venezuela.” 

### Carreira profissional
López trabalhou como analista na PDVSA entre 1996 e 1999. Sua mãe em 1998 assumiu a Vice-presidência de Assuntos Corporativos na PDVSA. Ao mesmo tempo que trabalhava na estatal venezuelana era professor do Instituto Económico no Departamento de Economia na Universidade Católica Andrés Bello.

## Carreira política
“Eu decidi entre um emprego estável e a política” López disse a um repórter em 2007, “e eu escolhi a política. Foi uma ideia irracional guiada pela fé.”  López cofundou o partido politico Primeiro Justiça em 1992. Ele liderou manifestações contra o Presidente Hugo Chávez nos dias anteriores ao Golpe de estado de 2002. Isto foi considerado por alguns como protestos legítimos e por outros como tendo “trespassado a linha que leva à insurreição ao tentar derrubar o presidente democraticamente eleito.”  Durante o golpe ele tomou parte junto a Henrique Capriles, como mostram as imagens do documentário "A revolução não será televisionada", na prisão de cidadãos no Ministério do Interior de Chávez, inclusive do titular desse Ministério,  Ramón Rodríguez Chacín. Poucos meses depois do golpe, López permitiu que o seu distrito Plaza Francia fosse usado como base para a tentativa de golpe de Estado na Venezuela em 2002.
López foi eleito presidente da câmara de Chacao em 2000 com 51% dos votos, e reeleito em 2004 com 81%; o Los Angeles Times descreveu-o em 2006 como “imensamente popular no seu distrito.”  Ele foi louvado pelos eleitores “por reformular o sistema público de Saúde e construir novos espaços públicos” Durante a sua presidência, ele introduziu a TransChacao, um sistema de transportes públicos que contribui para melhorar grandemente os transporte em Chacao. No seu mandato também viu a abertura da escola Juan de Dios Guanche, considerada “a escola pública mais moderna construída no país nos últimos 20 anos,”  e o Centro Desportivo Eugenio Mendoza, um centro desportivo.
Debaixo de López, começaram grandes projetos de construção, incluindo a praça Palos Grandes, a nova sede do Mercado Livre, um novo quartel geral para a Unidade de Educação Andrés Bello, e muitas facilidades de estacionamento subterrâneo. O novo mercado de Chacao foi descrito como o mais moderno da América Latina. López foi galardoado com o terceiro lugar em 2008 nos prêmios de Projetos Mundiais de Presidentes de Câmara. A fundação dos Presidentes de Câmara, que promove bom governo urbano, escreveu que “seria mais fácil caracterizá-lo como descendente da elite saudável do país, em vez da cruzada de justiça social de Chávez. Mas o histórico de López no ativismo mostrou-lhe a obrigação de promover igualdade social e os seus eleitores falam dele apaixonadamente, sobre um presidente de câmara que promoveu serviços públicos e fundou novas infraestruturas.” 
Durante o seu mandato, López também ganhou primeiros prémios de Transparência Internacional tanto em 2007 e 2008 pela corrida da administração municipal mais eficiente e honesta. Mercedes De Freitas, diretor executivo da Transparency’s Venezuelan chapter, disse que pelo segundo ano consecutivo López foi um modelo nacional por uma administração pública eficiente e participatoria.”  As tentativas de reforma de López e ativismo anti-chavista levaram-no a vários sequestros e tentativas de assassinato. Em 2006, “homens supostamente pró-governo mantiveram-no como refém por seis horas.”  ”O meu melhor amigo morreu nos meus braços numa das tentativas de assassinato,” disse ele a um repórter em 2007- “o governo basicamente me disse, ‘se te opões haverá consequências.’ Um governo autoritário te ataca em três formas: legalmente, usando processos sem justiça; fisicamente, usando assassinato e sequestro; e moralmente, ao controlar toda a televisão, jornais e estações de rádio. Eles usaram todas as três para tentar parar os meus esforços… Mas política é sobre esperança, não sobre exercer cargos eleitos.” Ele mencionou que “quarenta por cento dos homens de Chacao entre as idades de 14 e 30 habitualmente morrem ao lutar nas ruas. Setenta mil são assassinados todos os anos… Nós precisamos de desenvolver programas para estes homens, fornecendo esportes e cultura para eliminar a violência.” “Com o aparecimento do governador do estado de Zulia, Manuel Rosales como principal desafiante de Hugo Chávez às eleições presidenciais de 2006,” de acordo com uma fonte, “López e muitos outros da Justiça Primeiro trocaram as suas alianças com o partido de Rosales, a social democracia Uma Nova Era.

### Participação no Golpe de Estado de abril de 2002
Manifestações foram lideradas por López contra Hugo Chávez nos dias anteriores à tentativa de Golpe de estado na Venezuela em 2002. Isto foi considerado por alguns como protestos legítimos, mas por outros como tendo “trespassado a linha que leva à insurreição ao tentar deitar abaixo o presidente democraticamente eleito.”  Durante o golpe, ele tomou parte na prisão de cidadãos no Ministério do interior, inclusive do Ministro Ramón Rodrígues Chacín. Poucos meses antes do golpe, López permitiu que o seu distrito Plaza Francia fosse usada como base para o Golpe Geral Venezuelando de 2002-03. Em fevereiro de 2004 durante um comício político deu a seguinte declaração sobre o Golpe de abril de 2002: " De 11 de abril há que se sentir orgulho. Eu não sei se há alguém que não se sinta orgulhoso de 11 de abril, quando derrubamos Chavez com uma marcha". Desde então distanciou-se te organizadores de golpes de estado.

### Líder da Oposição: alvo de violência
O Departamento de Estado dos Estados Unidos mencionou ações contra López pelo governo Venezuelano em 2005 no Relatório Anual das Cidades de Prácticas de Direitos Humanos. Em Novembro de 2005 López foi suspenso de atividade política no futuro depois do seu mandato ter expirado em 2008 depois de acusações de mau uso de fundos. De acordo com o Departamento de Estado dos Estados Unidos, as acusações fizeram parte ”de uma estratégia do governo de Chávez para eliminar oposição política”. López disse “a sua ofensa real é que ele parece uma ameaça eleitoral visto estar a construir uma alternativa social democrata ao socialismo, antiamericano “Revolução Bolivariana”. De acordo com o Los Angeles Times, os críticos de Chávez, todos os dissidentes do governo são alvos, mas “López para ser objeto de uma campanha total”  A sua tia foi também vitima de violência na Venezuela, atingida a tiro durante um comício pacifico.
Como líder da Oposição, López disse que sofreu vários ataques violentos: O Los Angeles Times escreveu que foi atingido a tiro e levado como refém em Fevereiro de 2006 por homens armados na Universidade onde ele estava a falar e que o seu guarda-costas foi atingido enquanto estava sentado no lugar do passageiro do carro onde López normalmente se sentava. O Times continua que “a matança do seu guarda-costas significava enviar uma mensagem”. De acordo com Jackson Diehl, escritor para o Washington Post, em Junho de 2008, depois de López voltar de uma visita de Washington D.C., ele foi detido e assaltado por serviços de inteligência do estado. Um membro da Guarda Nacional Venezuelana, uma corporação militar debaixo do comando de Hugo Chávez, denunciou que López foi responsável pela agressão e apresentou um vídeo como prova.

### Acusações de Corrupção e Banimento da Vida política
Em Abril de 2008 despacho anunciado pela Provedoria Geral e mais tarde confirmada por decisão judicial, López e várias centenas de venezuelanos foram impedidos de concorrer às eleições de Novembro de 2008, supostamente por razões de corrupção; 80% daqueles que foram impedidos pertenciam à oposição. Como o mais conhecido dos banidos da política, López contestou a sanção, argumentando que o direito de se candidatar a eleições só podia ser anulado na sequência de um julgamento civil ou criminal. Ele argumentou que o banimento por parte do governo aos candidatos da oposição nas eleições de Novembro de 2008 se devia ao facto que ele sabia que ele ia ganhar. Um tribunal legislou que eu não podia exercer cargos políticos até 2014,” disse ele, “garantindo que não podia estar presente nestas eleições, na assembleia nacional em 2010, e para a presidência em 2012.” Ele foi acusado, “A fachada da democracia está desabando”  Em Junho de 2008, López apresentou o seu caso diante da Corte Interamericana de Direitos Humanos, localizada em Washington, onde encontrou-se com o ex-presidente Barack Obama. “Nós estamos a ser obstruídos,” disse ele em Washington, “porque nós podemos ganhar. Nós temos os votos e o governo sabe isso. Se nos for permitido estar na corrida o mito que Chávez representa por si para as pobres massas da Venezuela vai ser destruído.  Então eles estão a forçar-me a desistir.”  em Julho, a Comissão concordou em ouvir o seu caso e mencionou que os dois anos que se passaram desde que López apresentou uma moção pedindo a anulação da proibição constituía uma "demora injustificada.” 
Em Abril de 2008 uma sondagem registou que 52% dos adultos na Venezuela se opunham ao banimento, e que 51% pensavam que era politicamente motivado.  O Departamento de Estado dos Estados Unidos disse que a tentativa de governar por decreto era "preocupante”; Chávez respondeu ao dizer que essas preocupações eram “exageradas” 
No entanto, López e os outros oponentes que foram acusados de corrupção nunca foram julgados nem condenados a Câmara Constitucional do Tribunal Supremo legislou em Agosto de 2008 que a sanção contra López e os outros era constitucional De acordo com o Wall Street Journal, seis dos setes juízes do Tribunal Supremo “eram simpatizantes do presidente.” A BBC News chamou a lista dos indivíduos impedidos de exercerem cargos públicos como “blacklist,” notando que pouco ou nada se podia fazer em relação ao Sr. López e aos outros para participarem nas eleições de Novembro.”   The Economist observou que López era “o alvo principal aparente” da decisão do auditor geral ao banir centenas de candidatos de ficarem nas eleições municipais e estatais por alegada corrupção, mesmo que não tenha sido condenado pelos tribunais.”  O Wall Street Journal mencionou que o banimento”tinha comparações suspeitas aos movimentos do governo do Irão ao prevenir os políticos opositores de concorrerem nas eleições do país” e que López “opositor político popular cujas sondagens diziam que ele iria ter uma boa oportunidade de se tornar o presidente da câmara de Caracas, um dos postos mais importantes no país.” 
No dia seguinte, López e os outros protestaram a lei numa manifestação, até serem bloqueados em frente do edifício governamental. López liderou os protestos numa marcha não autorizada por Caracas; a polícia de choque atirou bombas de gás lacrimogéneo contra a multidão de cerca de 1.000 manifestantes.
López apresentou queixa na comissão dos Direitos Humanos do Parlasul, no qual a Argentina, Brasil, Paraguai e Uruguai estão representados, e no qual a Venezuela tem estatuto de observador Dois membros da comissão viajaram até Caracas para investigar, mas foram incapazes de chegar a qualquer conclusão porque as autoridades venezuelanas se recusaram a encontrar com eles. José Miguel Vivanco da Human Rights Watch “descreveram discriminação política como a característica principal da presidência do Sr. Chávez, “ destacando que López e a “medida que desqualifica os candidatos de concorrerem a cargos públicos por causa de queixas legais contra eles.”
A administração Chávez, acusa López de corrupção, baseada no facto que em 1998, enquanto López trabalhava para os Petróleos de Venezuela S.A. (PDVSA) e a sua mãe era a gestora da empresa para relações públicas, ele atribuí um subsídio à Primeiro a Justiça Associação Civil, uma organização da qual López era membro. (O partido político Movimento Primeiro a Justiça apareceu em 2000 como uma associação ramificada.) Por causa de PDVSA proibir donativos aos empregados ou parentes dos empregados, tanto a mãe e filho foram impedidos de concorrer a cargos públicos. Diehl escreveu que “as acusações contra López, nunca foram provados em tribunal, são um engenho descaradamente falso.” A Associated Press informou que o uso de acusações para desqualificar López “é uma táctica, críticos dizem que Chávez usa para colocar as ambições políticas de seus oponentes em espera por tempo indeterminado.”  A Organização dos Estados Americanos citou que o caso contra López foi um dos “fatores que contribuíram para o enfraquecimento da lei e democracia na Venezuela.”  López desafiou aqueles que o acusavam pelo facto de nenhuma das acusações ter sido provada e encontrada culpa no processo, numa directa violação dos tratados assinados pelo governo Venezuelano e constituição Venezuelana.
O governo da Venezuela mantém que essas sanções são legais OTribunal interamericano dos Direitos Humanos publicou em 16 de Setembro de 2011 uma decisão unânime, decretando que a López “deveria ser permitido estar num cargo público”, apesar dos prévios banimentos impostos pela administração Chávez.[8] O Centro Carter equiparou a decisão do Tribunal Supremo da Venezuela  ao desrespeito dos tribunais militares de Alberto Fujimor: “Nós observamos com preocupação que o nosso conhecimento, com a exceção de tribunais militares durante o regime de Fujimori, este era o único país no hemisfério onde as regras de mérito do Tribunal Interamericano de Direitos Humanos tinham sido rejeitadas pelo Tribunal Supremo numa declaração expressa não vinculativa e inexequível.” 
O governo da Venezuela recusa-se a cumprir o acórdão do tribunal, e López permanece banido dos cargos.

### Vontade Popular
Em 5 de Dezembro de 2009, no fórum Valencia em Carabobo, López lançou a Vontade Popular. Ao informar o lançamento, a AP declarou que “o mero fato de os esforços de López ainda ressoam nos venezuelanos comuns mostra que o espírito democrático ainda queima na nação de 28 milhões.” López disse acerca do movimento, “ O que nós queremos é construir uma nova maioria de baixo para cima – não só através de negociações e acordos entre elites. É um caminho longo, mas para nós, é o único caminho que nos dá possibilidades de vencer.”  A Associated Press chamou López de “o homem que desafia a permanência no poder do Presidente Hugo Chávez.”  Numa entrevista online com leitores, López descreveu Vontade Popular como “movimento social e político, pluralista e democrático” que luta pelos “direitos de todos os Venezuelanos.” 
Em 2010 num artigo para o Huffington Post, López descreveu o seu país com eleições recém realizadas, no qual 52% dos votantes apoiaram “candidatos alternativos” e 48% apoiaram Chávez PSUV, como marca “o primeiro passo para construir um futuro democrático, inclusivo e esperançoso.” Ainda mencionou que enquanto o PSUV só ganhou com 48% dos votos, ele retém 60% dos assentos no parlamento, um reflexo, disse ele, do “dano que foi feito ao nosso sistema democrático pelas regras do governo". Venezuela, ele argumentou, tem “agora um ponto maior de inflexão oscilando entre duas possibilidades: estilo Cubano autoritário misturado com deterioração social e económica, ou um novo caminho de democracia e de vitalidade económica.” Citando a deterioração das infraestruturas do país., ele escreveu que “Quando uma economia global do petróleo gasta dezenas de bilhões no exterior e não consegue manter as luzes em casas acesas, as pessoas vão tirar as suas próprias conclusões.”

### Protestos violentos na Venezuela em 2014
O The Economist mencionou que em Fevereiro de 2014 que enquanto Henrique Capriles encabeçava a ala moderada da Mesa da Unidade Democrática,(MUD), a aliança dos partidos de oposição, López encabeçava “as alas mais conflituosas.” Enquanto ambas as alas pregavam não violência, López ao contrário de Caprlies, “acreditava que as manifestações podem causar mudança de governo.”  O The Guardian escreveu no mesmo mês que López e Capriles tinham “uma longa rivalidade mas também uma longa amizade,” mas que López tinha “provado agora a si mesmo que era o mais dinâmico do duo,” com Capriles apertando a mão a Maduro depois de perder as eleições de Dezembro de 2013 enquanto López começou “A Saída, um movimento “que pretende destituir o presidente pelos protestos.”
Em 13 de Fevereiro desse ano, os promotores Venezuelanos emitiram um mandato de captura para López com acusações incluindo instigação da delinquência, intimidação pública, fogos postos em edifícios públicos, danos em propriedade pública, lesões graves,  “incitamento ao motim”, homicídio e terrorismo. O dia seguinte à emissão do mandato López dirigiu-se a Maduro pelo Twitter, dizendo,” não tens tomates para me prenderes? Ou estás à espera de ordens de Havana? Eu digo-te, a verdade está do nosso lado.”
Ao fim da noite a televisão nacional difundiu em 16 de Fevereiro, de acordo com Reuters, ”Maduro disse a López para se entregar ‘sem show’ e ele disse que rejeitou pressão de Washington para deixar cair o caso contra ele.” Maduro “disse que tinha ordenado a três cônsules dos Estados Unidos para deixarem o país por conspirarem contra o seu governo,” e declarou: “Venezuela não aceita ordens de ninguém!”
Em 18 de Fevereiro, López entregou-se à Guarda Nacional na presença de milhares de apoiantes ruidosos, que como ele estavam vestidos de branco como símbolo da não violência. Ele fez um pequeno discurso no qual ele disse que esperava que a sua prisão iria acordar a Venezuela da corrupção e desastre econômico causada pela governação socialista. A única alternativa era aceitar a prisão, disse ele, ao pé da estátua de Jose Marti, era “deixar o país, e eu nunca iria deixar a Venezuela!”  Horas depois da sua prisão, Maduro dirigiu-se a uma multidão ruidosa de apoiantes em vermelho, dizendo que não iria tolerar “guerra psicológica” pelos seus oponentes e que López deveria ser detido pelos seus “actos de traição”. A mulher de López disse à CNN naquela noite “que López estava de bom humor por detrás das grades” e acrescentou:” A última coisa que ele me disse era para não me esquecer o porquê de isto estar a acontecer, não esquecer porquê ele estava a ir para a prisão. Ele pedia a libertação dos presos políticos e estudantes e o terminar da repressão e violência.”
Em 20 de Fevereiro, o juiz supervisor Ralenis Tovar Guillén, emitiu uma ordem de detenção prévia ao julgamento contra López em resposta às acusações formais de “fogo posto em edifícios públicos,” “danos em propriedades públicas”, “instigação para cometer crime”, e “associação para crime organizado,” nivelada por Franklin Nieves. A audiência de acusação na qual López foi formalmente acusado, e na qual foi decidido mantê-lo encarcerado enquanto aguardava julgamento, ocorreu dentro de um parque de autocarros militares fora da prisão, um processo descrito por Gutierrez como “muito pouco ortodoxo.”  CNN informou que López, se for declarado culpado, “poderia enfrentar até 10 anos na prisão.”

#### Prisão

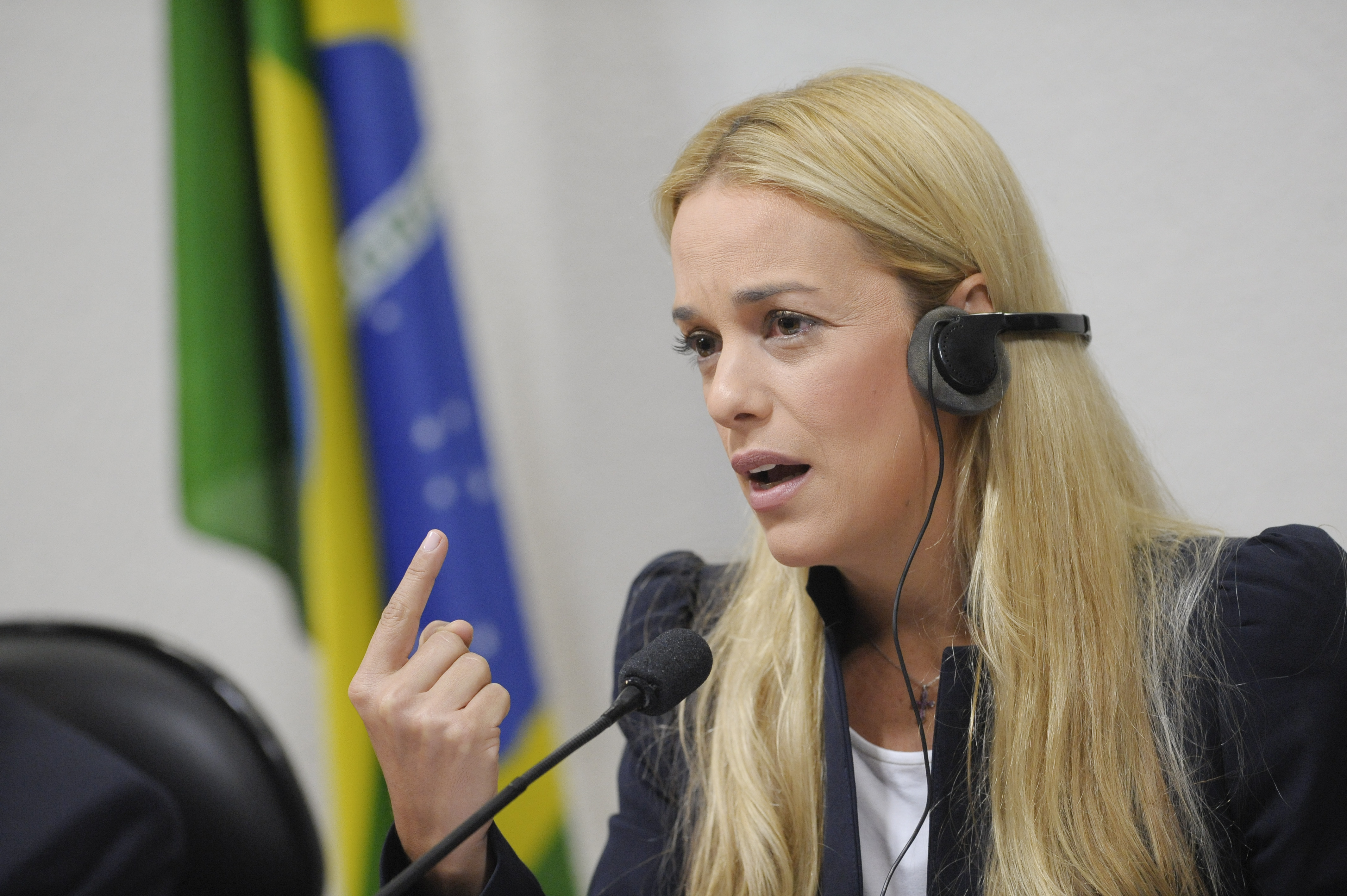
Lilian Tintori, esposa de Leopoldo López, em 7 de maio de 2015, diante da Comissão de Relações Exteriores e de Defesa Nacional do Senado Federal do Brasil. Acompanhada por Rosa Orozco (mãe de Geraldine Moreno, manifestante assassinada por um integrante da Guarda Nacional Bolivariana) e Mitzy Capriles (esposa do dissidente preso Antonio Ledezma), denunciou as violações aos direitos humanos e a existência de presos políticos na Venezuela.

A López foi negada fiança e foi mantido detido numa prisão militar fora de Caracas.
Durante uma visita da sua esposa, López deu-lhe um manuscrito que rapidamente se tornou viral nas redes sociais. “ Eu estou bem”, ele escreveu aos seus apoiantes, a quem os encorajava “a não desistirem” e “estarem firmes contra a violência, e permanecerem organizados e disciplinados. Esta é a luta de todos nós.” Enquanto na prisão, a sua família visitava-o todas as semanas, sendo permitido ficar algumas horas e entregar o almoço. Eles tiham que passar por pesquisas rigorosas por guardas. López deixou a barba crescer e começou a aprender a tocar o cuatro. López um católico devoto não foi autorizado a assistir à missa ou a ter uma visita do sacerdote, mas foi autorizado a ter uma hora de exercício fora cada dia.
“As acusações trazidas contra o líder da oposição Venezuelana Leopoldo López,” levaram a Anistia Internacional em 19 de Fevereiro a afirmar ”um murro na tentativa de motivação política para silenciar a dissidência no país.” Guadalupe Marengo, vice-diretor da Anistia Internacional, disse às autoridades venezuelanas “para apresentarem provas sólidas para fundamentar as acusações contra López ou libertá-lo imediatamente e incondicionalmente… Atualmente, a Anistia Internacional ainda não viu provas para substanciar essas acusações. Isto é uma afronta à justiça e à assembleia livre.”  Segundo o Observatório dos Direitos Humanos, "o governo venezuelano abraça abertamente as tácticas clássicas de um regime autoritário, prende os seus oponentes, amordaça a média, e intimida a sociedade civil”. HRW ainda acusa o governo de Maduro de culpar os líderes da oposição, incluindo López, por violência.
A Fundação de Direitos Humanos de Nova York, encabeçada pelo primo de López Thor Halvorssen, declarou López prisioneiro de consciência em 20 de Fevereiro e juntou-se a muitas outras organizações internacionais em apelar à sua imediata libertação.” Com a prisão de López e as táticas brutalmente repressivas que a polícia, forças armadas e grupos paramilitares estão a usar contra seus apoiantes, o Estado venezuelano perdeu qualquer fachada democrática que possa ter tido,”disse o presidente da HRF Gary Kasparov numa declaração.
“Maduro deve entender que ele não pode simplesmente apagar tudo da oposição na Assembleia Nacional com o golpe de uma caneta e não esperar ter queixas. E uma vez que eles reclamam, ele não pode simplesmente chamá-los de fascistas e derrubá-los. Ou Maduro liberta López e apela a um diálogo honesto com todos da oposição, ou ele deve demitir-se por causa de todos os venezuelanos: tanto os que apoiam o chavismo e aqueles que não o fazem. A Venezuela não precisa de um carrasco disposto a matar metade do país. A Venezuela precisa de um presidente.” 

#### Condenação
Leopoldo López estava detido na prisão militar de Ramo Verde desde fevereiro de 2014, acusado pelas autoridades venezuelanas de "incitamento à desordem pública, associação criminosa, atentados à propriedade e incêndio", na sequência das manifestações de contestação à política da presidência de Nicolás Maduro, que terminaram em violência.
Em setembro de 2015, foi condenado a 13 anos, nove meses e sete dias de prisão, a pena máxima para os crimes de que estava acusado.
Em 30 de Abril de 2019, mediante a informação de que alguns militares conspiravam contra o governo venezuelano de Nicolás Maduro, López quebrou sua prisão domiciliar ao ir a uma Base Militar em Caracas, ao lado do autoproclamado presidente Juan Guaidó num episódio marcado por protestos.

## Plataforma política
A Associated Press chamou López de “o homem que está a desafiar a permanência no poder do Presidente Hugo Chávez.”  Em 5 de Dezembro de 2009 no fórum Valencia em Carabobo, López fundou o Vontade Popular. A Associated Press informou acerca do lançamento, “o simples facto que os esforços de López ressoam em Venezuelanos comuns mostra que o espírito democrático ainda arde na nação de 28 milhões.” López disse acerca do movimento, “O que nós queremos é construir uma nova maioria de baixo para cima não só através de negociações e acordos entre elites. É um longo caminho, mas para nós, é o único caminho que nos dá a possibilidade de vencer.”

### Educação
López repetiu afirmações semelhantes a, “Nós aqui não falamos sobre infraestrutura, treinamento com qualidade, pessoal nas escolas, nós venuzuelanos queremos enviar as nossas crianças para escolas de qualidade, onde possam não só aprender Espanhol ou matemática, mas também adquirir valores e serem formados como seres completos”.
Ele fez um apelo para criar grupos de base, semelhantes a PTA, ou uma rede popular, em cada escola para garantir a qualidade das escolas e da educação recebida por crianças e jovens.” Uma rede de pessoas em cada escola.” 

### Desenvolvimento da Comunidade
López disse, “… parte da solução é ter uma comunidade organizada e nós podemos solucionar a situação da Venezuela só por promover a cultura, desporto e emprego.”

### Artigo no The New York Times
Em 26 de Março de 2014, o The New York Times publicou um artigo de López com o título “Estado Decadente da Venezuela.” Escrito, como ele explicou, “ da prisão militar Ramo Verde fora de Caracas, “ López lamentou que nos últimos quinze anos, “a definição de ‘intolerável’ no seu país diminuiu gradualmente até que, para nosso desânimo, nos encontramos com uma das taxas mais altas de homicídio do Hemisfério Ocidental, taxa de inflação de 57 por cento, escassez improcedente de bens básicos fora de tempo de guerra.” A devastação económica, ele acrescentou, “é acompanhada por um clima igual de opressão política. Desde que os protestos dos estudantes começaram a 4 de Fevereiro, mais de 1,500 protestantes foram detidos, mais de 30 foram mortos, e mais de 50 pessoas informaram que foram torturadas enquanto debaixo de custódia policial,” expondo assim "a profunda criminalização deste governo de dissidentes".
Falando da sua prisão, López relembrou que em 12 de Fevereiro, ele tinha “exortado os venezuelanos a exercerem os seus direitos legais de protesto e de liberdade de expressão- mas para o fazerem de uma forma pacífica e sem violência. Três pessoas foram atingidas e mortas naquele dia. Numa análise ao vídeo da organização noticiosa Últimas Noticias determinou que tiros foram disparados a partir da direção das tropas militares à paisana.” Após o protesto ", o presidente Nicolás Maduro ordenou pessoalmente a minha prisão sob a acusação de assassinato, incêndio criminoso e terrorismo… Até hoje, nenhuma evidência de qualquer tipo foi apresentada. "López explicou que não estava sozinho as ser preso por razões políticas. Na semana anterior, o governo prendeu ambos os presidentes de câmara de San Cristóbal e San Diego. Enquanto alguns observadores” Acreditamos que falar apenas antagoniza o partido no poder - convidando o Sr. Maduro a se mover mais rapidamente para tirar direitos- e fornece uma distração conveniente da ruína econômica e social que está a acontecer,” López argumentou que "este caminho é semelhante a uma vítima de abuso permanecendo em silêncio por medo de mais punição.” Além disso, "milhões de venezuelanos não têm o luxo de jogar o" jogo longo, 'de esperar pela mudança que nunca mais vem'.
Portanto, é importante "falar, agir e protestar", e não "ficar acomodado ao abuso constante de direitos que está a acontecer.” López pediu justiça para as vítimas de Maduro, para o desarmamento dos grupos paramilitares, para "uma investigação sobre fraudes cometidas através da nossa comissão para a troca de moeda,” e de "uma verdadeira participação da comunidade internacional, particularmente da América Latina.” Ele denunciou que enquanto organizações internacionais de direitos humanos tinham sido sinceras na condenação Maduro, muitos dos vizinhos da Venezuela tinha respondido às suas ações com  "silêncio vergonhoso", como tinha a Organização dos Estados Americanos., que representa as nações do Hemisfério Ocidental.

## Vida pessoal

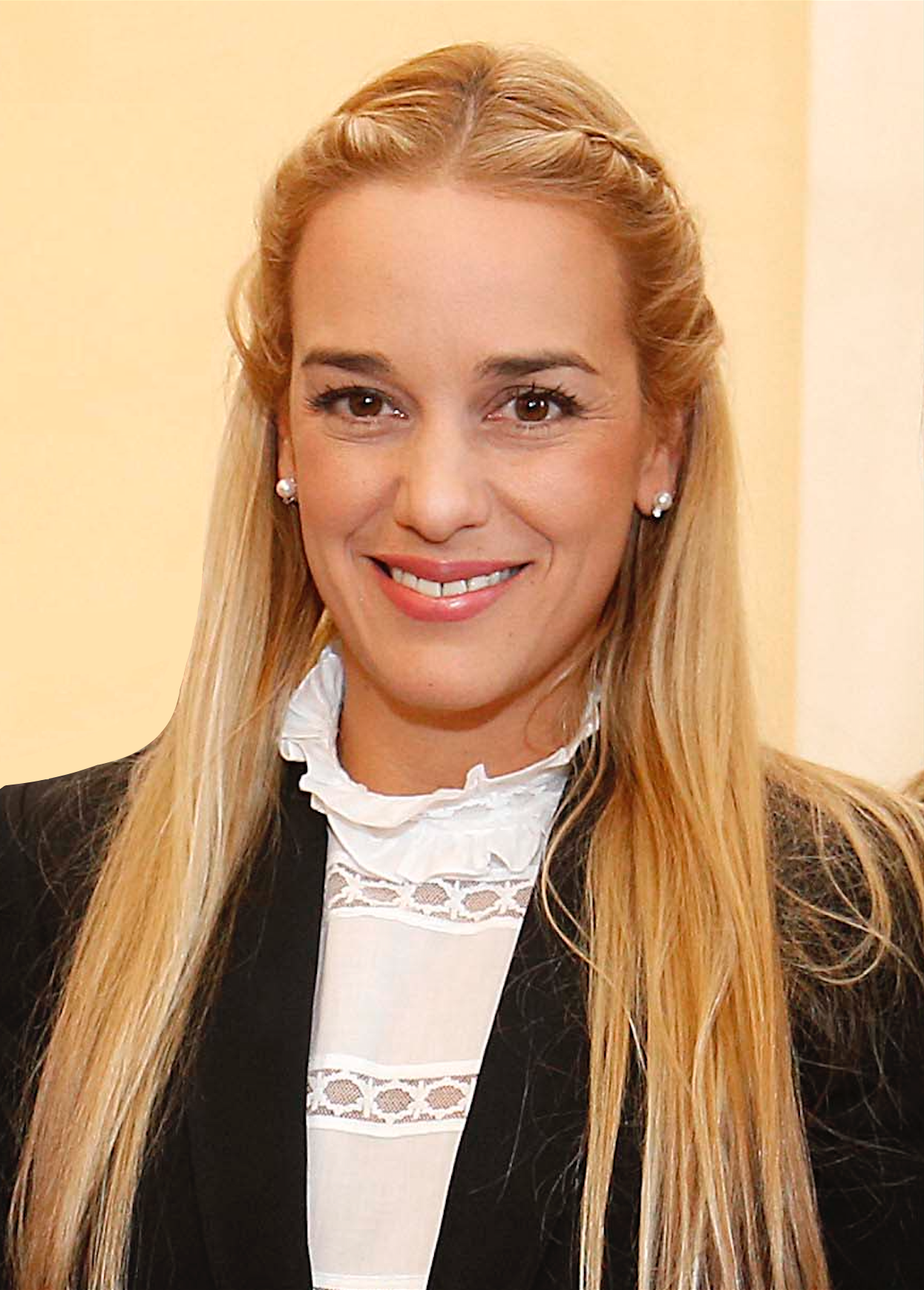
Lilian Tintori, ativista dos direitos humanos e esposa de Leopoldo López

Em abril de 2007 López se casou com Lilian Tintori, com quem teve uma filha em 2009, Manuela Rafaela, um filho em 2013, Leopoldo Santiago, e outra filha em 2018, Federica Antonieta. Tintori, uma campeã de kitesurf e ex-apresentadora de TV de um programa de desportes extremos, é uma figura popular da mídia, que trabalhou ativamente por causas humanitárias como direitos humanos, serviços para cegos e surdos, combate à violência contra a mulher e a favor da proibição de dirigir alcoolizado. “O casal é às vezes ridicularizado como Barbie e Ken por causa da sua aparência perfeita”, informou o The Guardian em 2014, “mas a sua despedida chorosa diante do público antes de López se entregar à Guarda Nacional", em fevereiro do mesmo ano "provou ser uma imagem poderosa nas redes sociais”. A fotografia, de acordo com a NPR, “cimentou o seu lugar como o rosto da oposição ao governo de Nicolás Maduro", indicando que López havia tomado o lugar de Capriles "como chefe simbólico da oposição”. López é conhecido por ter uma tatuagem da Venezuela no seu tornozelo. Em 1° de agosto de 2017, após um curto período em prisão domiciliar, foi reconduzido à prisão. No mesmo dia, anunciou que Lilian estava grávida e que "o bebê é mais um motivo para lutar pela Venezuela".

## Premiações
- Doutor Honoris Causa em Leis, Colégio Kenyon 2007
- Terceiro lugar, Projetos Mundiais de Presidentes de Câmara 2008
- Premio Transparência 2008,para o presidente de câmara mais transparente da  Venezuela, atribuído pela marca Venezuelana de Transparência Internacional[24]